# Hattersheim
Hattersheim (pronunciación en alemán: /ˈhatɐsˌhaɪ̯m/ⓘ) es un municipio situado en el distrito de Main-Taunus, en el estado federado de Hesse (Alemania). Su población estimada a finales de 2016 era de 27 312 habitantes.
Abarca los suburbios de Eddersheim y Okriftel.
Se encuentra ubicado al suroeste del estado, en la región Rin-Meno.